# Військово-морські сили Іспанії
Військово-морські сили Іспанії (ісп. Armada Española) — один з видів збройних сил Іспанії призначений для ведення воєнних дій на морі. До складу ВМС входять військово-морський флот, військово-морська авіація, морська піхота, частини і підрозділи спеціального призначення.
За станом на 2018 рік ВМС Іспанії нараховують: 1 універсальний десантний корабель, 2 десантних кораблі-доки, 11 фрегатів, 8 корветів, 3 підводні човни, 7 патрульних кораблів океанської зони, 10 кораблів берегової охорони, а також навчальні, транспортні, гідрографічні та інші судна допоміжного флоту.
Іспанський флот один з найстаріших військово-морських флотів у світі. Військові моряки Іспанії прославились у багатьох географічних експедиціях та відкриттях, у тому числі у відкритті Америки, першій навколосвітній подорожі Магеллана та Елькано. З розквітом Іспанської імперії флот Іспанії грав виключну роль у захисті, обороні та забезпеченні торговельних шляхів в Атлантичному та Тихому океанах між метрополією та множинними колоніями. В XVI—XVII століттях іспанський флот був найпотужнішим флотом у світі й можливо найбільшим за цих часів.
Основними військово-морськими базами іспанського флоту є Картахена, Уельва, Малага, Сан-Фернандо, Ферроль, Марін, Мао і Рота.

## Склад бойових кораблів та катерів іспанських ВМС
| Класифікація                                                      | Тип                                  | Зображення | Кількість кораблів | Роки      | Прим.       |
| ----------------------------------------------------------------- | ------------------------------------ | ---------- | ------------------ | --------- | ----------- |
| Підводний човен                                                   | Підводні човни типу «Агоста»         |            | 3                  | 1983-1985 |             |
| Універсальний десантний корабель-легкий багатоцільовий авіаносець | «Хуан Карлос I»                      |            | 1                  | 2010      |             |
| Десантний корабель-док                                            | Десантні кораблі-доки типу «Галісія» |            | 2                  | 1998-2000 |             |
| Фрегат                                                            | Фрегати типу «Альваро де Басан»      |            | 5                  | 2002-2012 |             |
| Фрегат                                                            | Фрегати типу «Санта Марія»           |            | 6                  | 1986-1994 |             |
| Корвет                                                            | Корвети типу «Дескуб'єрта»           |            | 3                  | 1978-1982 |             |
| Сторожовий корабель                                               | Сторожові кораблі типу «Метеоро»     |            | 4                  | 2011-2012 | 2 будується |
| Сторожовий корабель                                               | Сторожові кораблі типу «Сервіола»    |            | 4                  | 1991-1992 |             |
| Сторожовий корабель                                               | Сторожові кораблі типу «Чілреу»      |            | 3                  | 1997-2002 |             |
| Малий сторожовий корабель                                         | Сторожові кораблі типу «Анага»       |            | 3                  | 1981      |             |
| Патрульний катер                                                  | Патрульні катери типу «Торалла»      |            | 2                  | 1987      |             |
| Патрульний катер                                                  | Патрульні катери типу «Конейра»      |            | 2                  | 1981      |             |
| Патрульний катер                                                  | Патрульні катери типу «Ареса»        |            | 2                  | 1979      |             |
| Патрульний катер                                                  | Патрульні катери типу «Кабо Фрадера» |            | 1                  | 1963      |             |

## Військові звання іспанського флоту

### Адмірали і офіцери
| Знак розрізнення         |                       |                   |           |                |                  |
| Оригінал звання          | Capitán general       | Almirante general | Almirante | Vice almirante | Contra almirante |
| Військово-морське звання | капітан-адмірал флоту | генерал-адмірал   | адмірал   | віце-адмірал   | контр-адмірал    |

| Знак розрізнення         |                  |                    |                    |                    |                  |                    |
| Оригінал звання          | Capitán de navío | Capitán de fragata | Capitán de corbeta | Teniente de navío  | Alférez de navío | Alférez de fragata |
| Військово-морське звання | капітан флоту    | капітан фрегата    | капітан корвета    | лінійний лейтенант | енсін флоту      | енсін фрегата      |

| Знак розрізнення         |                 |                 |          |          |
| Оригінал звання          | Guardiamarina 2 | Guardiamarina 1 | Alumno 2 | Alumno 1 |
| Військово-морське звання | гардемарин 2    | гардемарин 1    | кадет 2  | кадет 1  |

### Старшини й матроси
| Військові звання старшин та матросів ВМС Іспанії | Військові звання старшин та матросів ВМС Іспанії | Військові звання старшин та матросів ВМС Іспанії | Військові звання старшин та матросів ВМС Іспанії | Військові звання старшин та матросів ВМС Іспанії | Військові звання старшин та матросів ВМС Іспанії | Військові звання старшин та матросів ВМС Іспанії | Військові звання старшин та матросів ВМС Іспанії | Військові звання старшин та матросів ВМС Іспанії | Військові звання старшин та матросів ВМС Іспанії | Військові звання старшин та матросів ВМС Іспанії |
| Код НАТО                                         | OR-9                                             | OR-9                                             | OR-8                                             | OR-7                                             | OR-6                                             | OR-5                                             | OR-4                                             | OR-3                                             | OR-2                                             | OR-1                                             |
| ------------------------------------------------ | ------------------------------------------------ | ------------------------------------------------ | ------------------------------------------------ | ------------------------------------------------ | ------------------------------------------------ | ------------------------------------------------ | ------------------------------------------------ | ------------------------------------------------ | ------------------------------------------------ | ------------------------------------------------ |
| Знак розрізнення                                 |                                                  |                                                  |                                                  |                                                  |                                                  |                                                  |                                                  |                                                  |                                                  |                                                  |
| Оригінал звання                                  | Suboficial mayor                                 | Subteniente                                      | Brigada                                          | Sargento primero                                 | Sargento                                         | Cabo mayor                                       | Cabo primero                                     | Cabo                                             | Marinero de primera                              | Marinero                                         |
| Військово-морське звання                         | Головний суб-офіцер                              | субтененте                                       | бригада                                          | прем'єр-сержант                                  | сержант                                          | головний сабо                                    | перший сабо                                      | сабо                                             | прем'єр-матрос                                   | матрос                                           |